# Cliza
Cliza ist eine Kleinstadt im Departamento Cochabamba im südamerikanischen Anden-Staat Bolivien.

## Lage im Nahraum
Cliza ist Sitz der Verwaltung der Provinz Germán Jordán und liegt im Municipio Cliza auf der 490 km² großen fruchtbaren Hochebene des Valle Alto. Die Ortschaft liegt auf einer Höhe von 2721 m am rechten Ufer des Río Cliza, etwa 15 Kilometer entfernt vom Rand der Cordillera Oriental, die bei dem nahe gelegenen San Benito auf über 4100 m ansteigt.

## Geographie
Cliza liegt im Übergangsbereich zwischen der Anden-Gebirgskette der Cordillera Central und dem bolivianischen Tiefland.
Die mittlere Durchschnittstemperatur der Region liegt bei etwa 18 °C (siehe Klimadiagramm Cochabamba) und schwankt nur unwesentlich zwischen 14 °C im Juni/Juli und 20 °C im Oktober/November. Der Jahresniederschlag beträgt nur rund 450 mm, bei einer ausgeprägten Trockenzeit von Mai bis September mit Monatsniederschlägen unter 10 mm und einer Feuchtezeit von Dezember bis Februar mit 90 bis 120 mm Monatsniederschlag.

## Verkehrsnetz
Cliza liegt 41 Straßenkilometer entfernt von Cochabamba, der Hauptstadt des gleichnamigen Departamentos.
Von Cochabamba führt die asphaltierte Nationalstraße Ruta 7 in südöstlicher Richtung 33 Kilometer bis Tolata, von dort eine unbefestigte Landstraße über acht Kilometer weiter nach Süden bis nach Cliza und weiter nach Toco.

## Bevölkerung
Die Einwohnerzahl von Cliza ist in den vergangenen beiden Jahrzehnten um etwa zwei Drittel angestiegen:
| Jahr | Einwohner | Quelle       |
| ---- | --------- | ------------ |
| 1992 | 5172      | Volkszählung |
| 2001 | 6534      | Volkszählung |
| 2012 | 8362      | Volkszählung |
| 2024 |           | Volkszählung |

Die Region weist einen hohen Anteil an Quechua-Bevölkerung auf, im Municipio Cliza sprechen 91,1 Prozent der Bevölkerung Quechua.